# کوین سیستروم
کوین یورک سیستروم (به انگلیسی: Kevin York Systrom) (زادهٔ ۳۰ دسامبر ۱۹۸۳ در هلیستون، ماساچوست) کارآفرین و مهندس نرم‌افزار آمریکایی است. او از اصلی‌ترین مؤسسان شبکه اجتماعی اینستاگرام است.
سیستروم در سال ۲۰۱۶ در لیست ثروتمندترین کارآفرینان زیر ۴۰ سال قرار گرفت، ارزش ثروت او بر اساس لیست فوربس بالغ بر ۲٫۲ میلیارد دلار است.
متا پلتفرم (در آن زمان فیسبوک) اینستاگرام را در سال ۲۰۱۲ به قیمت ۱ میلیارد دلار خریداری کرد که در آن زمان برای شرکتی که ۱۳ کارمند داشت، مبلغ زیادی بود. اینستاگرام امروزه بیش از یک میلیارد کاربر دارد.

## زندگی‌نامه
سیستروم در سال ۱۹۸۳ در هالیستون، ماساچوست به دنیا آمد. او در مدرسه میدلسکس در کنکورد، ماساچوست، تحصیل کرد و در آنجا با برنامه‌نویسی کامپیوتر آشنا شد.
سیستروم در دانشگاه استنفورد تحصیل کرد و در سال ۲۰۰۶ با مدرک لیسانس در رشته علوم مدیریت و مهندسی فارغ‌التحصیل شد. در استنفورد، او یکی از اعضای انجمن برادری سیگما نو بود. او پیشنهاد استخدام مارک زاکربرگ را رد کرد و در عوض ترم زمستانی سال سوم خود را در فلورانس گذراند و در آنجا عکاسی خواند.
او اولین طعم دنیای استارتاپی را زمانی چشید که به عنوان یکی از دوازده دانشجو برای شرکت در برنامه یاران میفیلد در دانشگاه استنفورد انتخاب شد. این کمک هزینه تحصیلی منجر به کارآموزی او در اودو شد، شرکتی که در نهایت به توییتر تبدیل شد.